# Windows Mobile
Windows Mobile, e ancora prima Pocket PC, è stato un sistema operativo compatto basato sulle API (Windows API) di Microsoft. Era destinato ai dispositivi mobili come PDA, smartphone ed i Portable Media Center. Dal 2010 è stato sostituito da Windows Phone, dedicato solo agli smartphone.

## Panoramica delle versioni
| Versione principale    | Data di distribuzione | Cambiamenti rilevanti |
| ---------------------- | --------------------- | --- |
| Windows CE 1.0         | 18 novembre 1996      | Dispositivi nominati "PC portatili" (HPC). |
| Windows CE 2.0         | 19 settembre 1997     | - Dispositivo nominato "Palm-sized PC". - Real-time deterministic task scheduling. - Architetture: ARM, MIPS, PowerPC, StrongARM, SuperH and x86. - schermo a colori 32-bit. - SSL 2.0 e SSL 3.0. |
| Windows CE 3.0         | 15 maggio 2000        | - Major recode that made CE hard real time down to the microsecond level. - Base per il Pocket PC 2000, Handheld PC 2000, Pocket PC 2002 e Smartphone 2002. - I livelli di priorità sono stati aumentati da 8 a 256. - Il numero di oggetti memorizzabili è aumentato da 65'536 a 4,19 milioni. - Restricted access to critical APIs or restricting write access to parts of the registry. |
| Windows CE 4.x         | 7 gennaio 2002        | - Base per "Pocket PC 2003". - Compatibilità Bluetooth. - TLS (SSL 3.1), IPsec L2TP VPN, o Kerberos. |
| Windows Mobile 2003    | 23 giugno 2003        | Interfaccia di comunicazione sono state migliorate con la gestione del dispositivo Bluetooth. Che ha consentito di file Bluetooth raggiante, supporto auricolare Bluetooth e il supporto per Bluetooth aggiuntivo alle tastiere. Un'applicazione immagini con la visualizzazione, il ritaglio, e-mail, e il supporto è stato aggiunto raggiante. Miglioramenti multimediali incluso il supporto MIDI file come suonerie Phone Edition e Windows Media Player 9.0 con ottimizzazione streaming. Un gioco di puzzle con il titolo Jawbreaker è tra i programmi preinstallati. Altre caratteristiche / built-in applicazioni segnala quanto segue: Pocket Outlook migliorata con il supporto vCard e vCal, migliorato Pocket Internet Explorer e le opzioni di risposta SMS per Phone Edition. |
| Windows Mobile 2003 SE | 2003                  | Passare da Ritratto e Paesaggio modalità e introduce un layout a colonna singola in Pocket Internet Explorer. Per rendere l'accesso ad internet senza filo più sicuro Wi-Fi Protected Access (WPA) è stato aggiunto. Una serie di nuove risoluzioni dello schermo debutta anche, VGA (640 × 480), 176х220, 240x240, 480x480 e, per aumentare la chiarezza visiva e la gamma di formati Windows Mobile grado di funzionare con. |
| Windows CE 5.x         | agosto 2004           | - Report automatico dei bug al fabbricante. - Direct3D Mobile, una versione COM-based di Windows XP's DirectX multimedia API. - DirectDraw per grafici 2D e DirectShow per camera and video digitisation support. - Remote Desktop Protocol (RDP) support. |
| Windows Mobile 5.0     | agosto 2004           | Inclusa la nuova versione di Office chiamata "Microsoft Office Mobile", comprendente PowerPoint Mobile, Excel Mobile (con capacità grafica) e Word Mobile (con la possibilità di inserire tabelle e immagini). La gestione degli elementi multimediali e la riproduzione sono state potenziate con il pacchetto immagini e video, che unifica la gestione di video e immagini e di Windows Media Player 10 Mobile. Tra le nuove caratteristiche hardware è stato migliorato il supporto Bluetooth, il supporto alla tastiera QWERTY predefinita e l'interfaccia di gestione per il Global Positioning System (GPS). Sono stati fatti miglioramenti per ActiveSync 4.2 con 15% di aumento della velocità di sincronizzazione. I clienti commerciali hanno beneficiato di un nuovo sistema di segnalazione degli errore simile a quello presente nei sistemi desktop e server Windows. Caller ID supporta ora le foto in modo che l'utente possa assegnare a ogni contatto un'immagine da mostrare quando si riceve una chiamata. DirectShow è stata aggiunta in modo nativo. |
| Windows Mobile 6.0     | 12 febbraio 2007      | Supporto per Office 2007 formati di documenti (pptx, docx, xlsx), OneNote Mobile, un compagno di Microsoft Office OneNote è stato aggiunto alla versione già installata. Oltre ai nuovi programmi inclusi in Office mobile miglioramenti sono stati fatti per le applicazioni esistenti. Come ad esempio e-mail HTML supporto in Outlook Mobile. Un gran numero di utenti di Windows Mobile sono utenti aziendali di business ambienti sono stati presi di mira. Con Search Server su Microsoft Exchange 2007, Fuori Risposte Office con Microsoft Exchange 2007, e la capacità di ricerca di contatti in un Exchange Server Rubrica in fase di attuazione. Agli aiuti allo sviluppo per i programmatori .NET Compact Framework v2 SP2 è ora preinstallato con il sistema operativo. Gli sviluppatori e gli utenti hanno accesso a Microsoft SQL Server 2005 Compact Edition per la memorizzazione e il recupero delle informazioni. AJAX, JavaScript, e XMLDOMsupporto sono stati aggiunti a Internet Explorer Mobile con una migliore condivisione Internet devicewide. Abilità di comunicazione sono stati ulteriormente migliorata con un nuovo Microsoft Bluetooth Stack e VoIP (chiamate via Internet) sostenere con AEC (Acoustic Echo Cancelling) e MSRT Audio Codec. |
| Windows Mobile 6.1     | 1º aprile 2008        | una schermata Home ridisegnata, simile a quella del lettore Zune, con un pannello scorrevole con titoli che si espandono al tocco per fornire maggiori funzionalità. Questa schermata è disponibile solo nella versione standard, mentre è inspiegabilmente assente nella versione Professional. Altre migliorie riguardano il browser Internet Explorer Mobile, che finalmente aggiunge la funzionalità di zoom. La suite Microsoft Office Mobile si arricchisce di OneNote Mobile, che precedentemente era installabile dal computer, fornito assieme alla versione desktop di Microsoft Office OneNote. Altre migliorie riguardano l'aggiunta di una schermata iniziale interattiva per la configurazione delle impostazioni, l'auto sincronizzazione di auricolari, cuffie o kit audio bluetooth, la visualizzazione degli SMS in stile chat e la funzionalità Domain Enroll. Quest'ultima permette di collegare il dispositivo al System Center Mobile Device Manager, un software che permette di gestire i dispositivi mobile. Anche questa importante funzionalità non è disponibile nella versione Professional. Anche il protocollo email push di Activesync è stato migliorato, con un risparmio di banda del 40%, migliorando anche la durata della batteria.     |
| Windows Mobile 6.5     | febbraio 2009         | Tra le migliorie apportate vi è un'interfaccia grafica ridisegnata, una nuova versione di Internet Explorer Mobile, chiamata "6 on 6". Alcuni aspetti dell'interfaccia ricordano l'aspetto dello Zune e del pannello scorrevole di Windows Mobile 6.1, e sono stati pensati sostanzialmente per facilitare l'utilizzo con le dita. Secondo i dati forniti dalla stessa Microsoft su Windows Phone Expert, per Windows Mobile 6.5 sono disponibili più di 18000 applicazioni di terze parti sia per il tempo libero che per il lavoro. Microsoft ha annunciato l'attivazione, in parallelo con il lancio della versione 6.5, di diversi servizi di cloud computing, chiamati in codice SkyBox, SkyLine e SkyMarket. SkyBox è diventato My Phone, mentre SkyMarket è diventato lo store Windows Marketplace for Mobile. |

## Windows Mobile 2003
È stato distribuito nel 2003 in tre versioni:
- Windows Mobile 2003 per Pocket PC.
- Windows Mobile 2003 per Pocket PC Phone Edition, simile alla precedente, progettata per Pocket PC dotati di funzionalità di telefono cellulare, come, ad esempio gli HTC, commercializzati in alcuni paesi come Qtek o O2.
- Windows Mobile 2003 per Smartphone, che, pur avendo molte somiglianze con i Pocket PC, è una piattaforma molto diversa, che richiede programmi applicativi sviluppati in modo specifico. Inoltre non supporta l'uso di touch screen, ha una risoluzione dello schermo minore, richiede sempre la presenza di una classica tastiera telefonica e ha comandi disposti in modo da poter essere usati con una mano sola.

## Windows Mobile 2003 Seconda Edizione
Introdotto da Dell e noto anche come Windows Mobile 2003SE. Miglioramenti sulle versioni precedenti:
- Schermo impostabile in modo verticale (portrait) e orizzontale (landscape). Non disponibile per la versione Smartphone.
- Programma Pocket Internet Explorer (PIE) con possibilità di visualizzare le pagine con il testo su una sola colonna, cosa che facilita la lettura perché si deve solo scrollare verticalmente.
- Schermo con risoluzione VGA (640×480) e QVGA, rispetto ai 320X240 delle versioni precedenti. Sono previste anche schermate quadrate (240×240 e 480×480 per VGA), che permettono ai costruttori di aggiungere una tastiera hardware sotto lo schermo. Questa opzione, inizialmente non prevista, è stata poi aggiunta da Microsoft su richiesta dei produttori di Pocket PC.
- Supporto per l'accesso Wi-Fi in 'modalità crittata' (WEP/WPA).

## Windows Mobile 5.0
Nome in codice Magneto, basata su Windows CE e sulla piattaforma .NET Compact Framework 2.0. Alcune caratteristiche:

Screenshots di Windows Mobile 5

- Nuova versione di Office, chiamata Office Mobile, con supporto per i file nativi delle versioni PC che comprende:
  - PowerPoint Mobile.
  - Excel Mobile con opzioni di grafica.
  - Word Mobile, con possibilità di inserire tabelle.
- Windows Media Player 10 Mobile.
- Gestione fotocamera e videocamera.
- Supporto Bluetooth migliorato, interfacciabile con dispositivi GPS.
- Miglioramento delle funzionalità Microsoft Exchange Server.
- Supporto per tastiera QWERTY fornito di serie.
- Gestione e segnalazione degli errori simile a quella dei sistemi desktop e server di Windows.
- Sincronizzazione dati con ActiveSync migliorata e resa più veloce.
- Maggiore autonomia delle batterie ottenuta memorizzando i dati in supporti permanenti anziché in RAM volatili. Nelle versioni precedenti, la rimozione della batteria causava la perdita di tutti i dati.

Stando alle dichiarazioni ufficiali non dovrebbero arrivare edizioni di Windows Mobile 5.0 per Smartphone o Pocket PC, ma è previsto rimanga una sola versione base capace di utilizzare le risorse di tutti i dispositivi su cui può essere installata. Se ne dovrebbe dedurre che i produttori di OEM dovranno configurare il sistema operativo in base alle esigenze dei dispositivi da loro prodotti.

Schermata di Windows Mobile 6 in italiano

## Windows Mobile 6.0
Precedentemente conosciuto con il nome in codice Crossbow è stato distribuito il 12 febbraio 2007 al 3GSM World Congress 2007. Esiste in tre versioni differenti: "Windows Mobile 6 Standard" per Smartphone (terminali senza touchscreen classificati come "voice centric"), "Windows Mobile 6 Professional" per Pocket PC con funzionalità di telefono e "Windows Mobile 6 Classic" per Pocket PC senza modulo cellulare (entrambe le tipologie di dispositivi sono caratterizzate dalla presenza del touchscreen, e vengono definite "data centric").

## Windows Mobile 6.1
Windows Mobile 6.1 è stato annunciato pubblicamente il 1º aprile 2008. Si tratta di un aggiornamento minore della versione 6.0, che apporta diverse migliorie nelle prestazioni, una schermata Home ridisegnata (Simile a quella del lettore Zune, con un pannello scorrevole con titoli che si espandono al tocco per fornire maggiori funzionalità. Questa schermata è disponibile solo nella versione standard, mentre è inspiegabilmente assente nella versione Professional. Altre migliorie riguardano il browser Internet Explorer Mobile, che finalmente aggiunge la funzionalità di zoom. La suite Microsoft Office Mobile si arricchisce di OneNote Mobile, che precedentemente era installabile dal computer, fornito assieme alla versione desktop di Microsoft Office OneNote. Altre migliorie riguardano l'aggiunta di una schermata iniziale interattiva per la configurazione delle impostazioni, l'auto paring di auricolari, cuffie o kit audio bluetooth, la visualizzazione degli SMS in stile chat e la funzionalità Domain Enroll. Quest'ultima permette di collegare il dispositivo al System Center Mobile Device Manager, un software che permette di gestire i dispositivi mobile. Anche questa importante funzionalità non è disponibile nella versione Professional. Anche il protocollo email push di Activesync è stato migliorato, con un risparmio di banda del 40%, migliorando anche la durata della batteria.
Viene anche modificato il numero di versione del sistema operativo: mentre Windows Mobile 6.0 veniva individuato come Windows CE 5.2.xxxx, con le ultime 4 cifre che costituivano un build ID variabile nei vari modelli di telefono, la versione 6.1 è identificata come 5.2.xxxxx (con un ID di cinque cifre).

## Windows Mobile 6.5

Screenshot di Windows Mobile 6.5

Screenshot di Windows Mobile 6.5 con HTC Sense

Anche Windows Mobile 6.5 è un aggiornamento minore. Microsoft lo ha presentato al Mobile World Congress del febbraio 2009, ed è stato distribuito alle case produttrici l'11 maggio 2009, mentre i primi modelli di telefoni in commercio con questa versione del sistema operativo sono usciti per l'inizio di ottobre dello stesso anno e venduti come "Windows Phones".
Tra le migliorie apportate vi è un'interfaccia grafica ridisegnata, una nuova versione di Internet Explorer Mobile, chiamata "6 on 6". Alcuni aspetti dell'interfaccia ricordano l'aspetto dello Zune e del pannello scorrevole di Windows Mobile 6.1, e sono stati pensati sostanzialmente per facilitare l'utilizzo con le dita.
Secondo i dati forniti dalla stessa Microsoft su Windows Phone Expert, per Windows Mobile 6.5 sono disponibili più di 18000 applicazioni di terze parti sia per il tempo libero che per il lavoro.
Microsoft ha annunciato l'attivazione, in parallelo con il lancio della versione 6.5, di diversi servizi di cloud computing, chiamati in codice "SkyBox", "SkyLine" e "SkyMarket". SkyBox è diventato "My Phone", mentre SkyMarket è diventato lo store "Windows Marketplace for Mobile".
Alcuni mesi dopo il lancio ufficiale dei terminali basati su Windows Mobile 6.5 Microsoft ha ulteriormente aggiornato la piattaforma, distribuendo senza grandi clamori una versione rinnovata denominata Windows Mobile 6.5.3 (nome in codice "Maldives"), che ha debuttato su alcuni terminali presentati al Mobile World Congress 2010 ed è al momento la più recente e l'ultima versione disponibile di Windows Mobile.

## Caratteristiche in comune tra Windows Mobile e Windows
Windows Mobile per Pocket PC ha le seguenti funzionalità (NB: possono esserci variazioni in base alla versione):
- La schermata iniziale Oggi contiene la data corrente, i dati del proprietario, gli appuntamenti più vicini, l'elenco delle e-mail e l'elenco delle cose da fare (la classica "To Do list"). Altri elementi sono: la barra con le icone per le notifica dello stato della connessione Bluetooth ed il pulsante Nuovo. Altri programmi applicativi possono essere installati per aggiungere funzionalità alla schermata Oggi, come, ad esempio, Microsoft Money per Pocket PC. Lo sfondo può essere personalizzato con colori e "temi" diversi.
- Nella barra delle applicazioni sono visualizzati l'ora, il volume, e lo stato della connessione a Internet. Quando si apre la finestra di un programma o di un messaggio, nello spazio vuoto a destra dell'orologio appare un OK oppure un'icona per chiudere la finestra. L'elemento più importante della barra delle applicazioni è il pulsante Start, molto simile a quello del desktop di macchine Windows. Premendo questo pulsante si apre il Menu Start, che contiene, in alto, l'elenco dei programmi usati di recente, nove voci personalizzabili, collegamenti ai programmi, impostazioni, ricerca e guida in linea.
- In Windows Mobile sono integrate alcune applicazioni della suite Microsoft Office in versione adattata a Pocket PC, fra cui Pocket Word e Pocket Excel. Nella versione 5.0 di Windows Mobile è inserito anche Pocket PowerPoint. Si tratta di versioni che offrono molte delle funzionalità delle rispettive versioni desktop, ma mancano di altre, come l'inserimento di tabelle e immagini. Con l'utility ActiveSync è possibile convertire i file in formato compatibile con Pocket PC. Anche Outlook è incluso, con le classiche funzioni di agenda, calendario, contatti, posta.
- Anche Windows Media Player è disponibile integrato in Windows Mobile, attualmente nella versione 9, mentre la versione 10 viene pre-installata sugli apparecchi con caratteristiche hardware più recenti. Per i dispositivi esistenti è possibile scaricare da internet e installare la versione 10, che però non è compatibile con i modelli di tutti i costruttori. I formati di file multimediali supportati includono .WMA, .WMV, .MP3, e MPEG, ma non .AVI e WAV, che possono essere riprodotti solo installando un lettore multimediale separato. Alcune versioni di Windows Mobile permettono di riprodurre anche i file audio .M4A.

## Windows Mobile, Windows Phone e Windows CE
Il termine "Windows CE" (compact edition) è in realtà il nome "tecnico" con il quale viene indicata la piattaforma generale di sviluppo di questo sistema operativo. Essendo "Windows CE" sufficientemente modulare e flessibile, sono state sviluppate delle specifiche versioni per dispositivi differenti (oltre che per processori differenti dal x86, quali MIPS, ARM e Hitach SuperH).
Tali specifiche versioni prendono il nome "commerciale" di "MS Handheld 3.0" (e 3.1), "MS Handheld 2000", "Microsoft Pocket PC 2000" (e 2002), "MS Smartphone 2002", "MS Windows Mobile 2003" (e 2003 Second Edition), "MS Windows Mobile 5.0". Tali varianti fanno tutte riferimento a specifiche evoluzioni della piattaforma di riferimento "Windows CE", passato dalla v1.0 alla v5.0 (rilasciata nel 2006).
Tale moltitudine di nomi non è raro che generi ambiguità, impiegando erroneamente in modo ambivalente i termini "Windows Mobile" o "Windows CE" e simili.
Tale ambiguità è accentuata dal fatto che la piattaforma Windows CE è largamente distribuita a tutti i produttori di sistemi embedded (dai citofoni ai robot industriali), mentre Windows Mobile ha termini di licenza più restrittivi. Purtroppo pur derivando da Windows CE, Windows Mobile differisce notevolmente da esso dal punto di vista della programmazione ed è quindi molto facile che un applicativo scritto per piattaforma mobile non sia eseguibile su CE anche a parità di architettura del processore (Windows Mobile è compilato esclusivamente per ARM).
La portabilità del codice può essere garantita scrivendo codice in C# o VB.NET tramite il .NET Compact Framework.
Microsoft ha risolto queste ambiguità con l'ultimo sistema operativo Windows Mobile 6.0, creando apposite release per le varie tipologie di dispositivi. Più precisamente: "Windows Mobile 6.0 Classic" per i palmari privi di modulo telefonico; "Windows Mobile 6.0 Standard" per gli smartphone, ovvero i terminali "data centric" non dotati di touchscreen; infine "Windows Mobile 6.0 Professional", la versione più ricca riservata ai PDA phone, ovvero quei device tascabili caratterizzati dalla presenza del modulo telefonico integrato, spiccatamente "data centric" e contraddistinti principalmente dallo schermo sensibile al tocco.
Occorre precisare che, nonostante la dizione "Windows Mobile 6", lo stesso si basa ancora sulla versione di Windows CE 5.0 e non su Windows CE 6.0.
Windows CE è ancora sviluppato da Microsoft, ma gli ultimi sistemi operativi rilasciati da Microsoft per smartphone ("Windows Phone 8") e tablet ("Windows RT") si basano su Windows NT, il kernel di Windows in ambito desktop.